# Tomo Matsumoto
Tomo Matsumoto (jap. マツモト トモ Matsumoto Tomo; ur. 3 stycznia ? w Osace) – japoński mangaka, specjalizujący się przede wszystkim w mangach shōjo.

## Twórczość
- Kiss (キス)
- 23:00 (23:00夜晚11点) (znane również jako Eleven O'Clock at Night)
- Beauty is the Beast (美女が野獣)
- Beauty Honey (ビューチィーハニー)
- Eikaiwa School Wars (英会話スクールウォーズ)
- Koi
- That Summer
- Senaka no Otoko
- Rumors